# 織生あや
織生 あや（おりゅう あや、5月21日 - ）は、日本の漫画家。アシスタントを経て、2009年に商業誌デビュー。

## 概要
『マジスキ 〜Marginal Skip〜』のコミカライズを担当した。2010年現在、『COMIC すもも』（双葉社）にて、「恋する乙女の恋愛計画」を連載。

## 主な作品
- 「マジスキ 〜Marginal Skip〜」 
  - 『コミックハイ!』VOL.47（2009年3月号） - VOL.59（2010年3月号）にて連載された。
- 「恋する乙女の恋愛計画」
  - 『COMICすもも』にて連載。

## 単行本
- マジスキ コミック（双葉社「アクションコミックスコミックハイブランド」より全2巻）

1. ISBN 978-4-575-83672-1
2. ISBN 978-4-575-83765-0

- 恋する乙女の恋愛計画（双葉社「アクションコミックスコミックハイブランド」より単巻）

1. ISBN 978-4-575-83977-7